# Hans Tyrrestrup
Hans Tyrrestrup (født 23. august 1944 i Esbjerg) er en dansk maler, grafiker og digter.
Tyrrestrup blev student fra Marselisborg Gymnasium i 1964 og cand.mag. i dansk og idræt fra Aarhus og Københavns Universiteter i 1972. Han specialiserede sig senere i nordisk dramaturgi og var frem til 1994 adjunkt og lektor ved Varde Gymnasium. Siden har han helliget sig kunsten fra sit atelier i landsbyen Thorstrup nord for Sig. Han har udstillet i Europa, Mellemøsten og USA og er repræsenteret på danske og udenlandske museer. Har modtaget en række legater og udsmykket kirker og offentlige bygninger. Kunstbøger og poesi er centrale genrer i hans forfatterskab.